# برونو منديز
برونو منديز (بالإسبانية: Bruno Méndez Cittadini)‏ (10 سبتمبر 1999 في الأوروغواي - ) هو لاعب كرة قدم أوروغواني في مركز الدفاع.

## وصلات خارجية
- برونو منديز على موقع قاعدة بيانات كرة القدم.إي يو (الإنجليزية)
- برونو منديز على موقع ناشيونال فوتبول تيمز (الإنجليزية)
- برونو منديز على موقع Soccerway.com (الإنجليزية)
- برونو منديز على موقع عالم كرة القدم.نت (الإنجليزية)